# Regno di Castiglia
Il Regno di Castiglia nacque nel 1029, quando, alla morte del conte di Castiglia, García Sánchez (1010-1029), subentrò al trono la sorella Munia, ultima contessa di Castiglia, la quale delegò a governare il marito Sancho III il Grande (circa 990– 1035), re di Navarra e di Aragona. Sancho III rifiutò il vassallaggio al re di León, Bermudo III (circa 1017–1037), succeduto al padre Alfonso V, e considerò la Castiglia alla stregua degli altri suoi due regni. Quando Munia abdicò nel 1032, lasciando il titolo al marito, Sancho III assunse il titolo di primo re di Castiglia.
Sancho III dichiarò guerra al Regno di León conquistando la regione di Palencia, fino a che tra i due regni fu stipulato un nuovo accordo di pace, che prevedeva il matrimonio tra Ferdinando (circa 1016-1063), primogenito di Sancho III e Munia, e la sorella di Bermudo, Sancha (circa 1013 – 1067), già promessa al defunto García di Castiglia. Il matrimonio avvenne nel 1032, anno in cui fu siglata la pace tra i due regni.
Nonostante il nuovo matrimonio, la contesa col Regno di León riprese mediante l'attacco e la conquista di Zamora; nel 1034 Sancho III proseguì la sua azione, occupando Astorga e la stessa León, capitale del regno, e costringendo Bermudo a rifugiarsi in Galizia.
Aveva a quel punto riunito la quasi totalità della cristianità in un unico Stato che si estendeva, a nord del fiume Duero, dalla Galizia alla contea di Barcellona e comprendeva: il Regno di Navarra, la contea di Aragona, le contee di Sobrarte e Ribagorza, il Regno (ex contea) di Castiglia e il Regno del León. A partire dal 1034 si fece chiamare Imperator Totius Hispaniae e con questo titolo batté moneta.

## Prima unione col Regno di León
Alla morte di Sancho, nel 1035, la contea di Castiglia fu distaccata dal Regno di Navarra (come aveva promesso alla moglie Munia, quando abdicò, nel 1032) e andò al figlio primogenito Ferdinando. Si dovette scontrare col cognato, Bermudo III del León, che, dopo la morte di Sancho III, aveva recuperato i territori perduti (Palencia, Astorga, Zamora e la stessa capitale León). Nel 1037, nella battaglia di Tamarón, le truppe di Ferdinando I ebbero la meglio su quelle di Bermudo, che nello scontro perse la vita.
Non avendo Bermudo III lasciato eredi diretti, la corona di León passo a sua sorella Sancha I, già regina consorte di Castiglia, la quale associò al trono il marito Ferdinando. Ferdinando occupò tutto il Regno del León (inclusa la Galizia) e al fratello García (circa 1020–1054), re di Navarra, che l'aveva aiutato nella guerra concesse di annettere alla Navarra il resto dei Paesi baschi e una parte di terre castigliane, arrivando sino al porto di Santander. Poi il fratello García cominciò ad appetire i domini di Ferdinando e la rivalità provocò una guerra e infine, nel 1054, García invase la Castiglia, ma fu sconfitto e ucciso in battaglia ad Atapuerca.
Ferdinando permise al giovane figlio di García, Sancho IV Garcés (1039-1076), di succedere al padre sul trono di Navarra e si accontentò di riannettersi la Bureba e parte della Rioja, portando il confine orientale della Castiglia al fiume Ebro. Ferdinando rivolse quindi la sua attenzione ai regni di Taifa di al-Andalus, attaccando per prima Siviglia, che aveva mantenuto in apparenza un governo a forma repubblicana, ai confini nord-occidentali, conquistando Viseu e Lamego, nel 1057.
Poi si spinse nel territorio del re di Saragozza, conquistandogli alcune fortezze a sud del fiume Duero. Quindi attaccò il re di Toledo e le sue truppe si spinsero sino ad Alcalà sul fiume Henares. Dopo un altro attacco al territorio di Siviglia, in territorio andaluso, nel 1063, per merito della sua supremazia militare, ridusse i regni di Taifa di Siviglia, Badajoz, Toledo e Saragozza a suoi tributari. Nel 1064, occupò le città di Viseu e Coimbra, nel nord dell'attuale Portogallo, portando il confine del Regno di León e Castiglia sino al fiume Mondego.
Dopo la morte di Ferdinando I, nel 1065, la moglie Sancha I abdicò e il Regno di León e Castiglia fu diviso in tre regni assegnati ai suoi tre figli. Al primogenito, Sancho II (1036 - 1072) toccò la Castiglia, ad Alfonso VI di Castiglia (1040-1109) il León e a García I (1042 - 1090) la Galizia. Dopo la morte della madre, Sancho II di Castiglia, nel 1071, trovato l'accordo con Alfonso VI di León, affrontarono, sconfissero, destituirono García e occuparono la Galizia, e, nel 1072, Sancho rivolse le armi contro Alfonso, che venne sconfitto nella battaglia di Golpejera, dal braccio destro di Sancho, Rodrigo Diaz de Bivar, detto il Cid; Sancho II occupò allora il León, riunendo così nuovamente il regno che era stato governato da suo padre.

## Seconda unione col regno di León

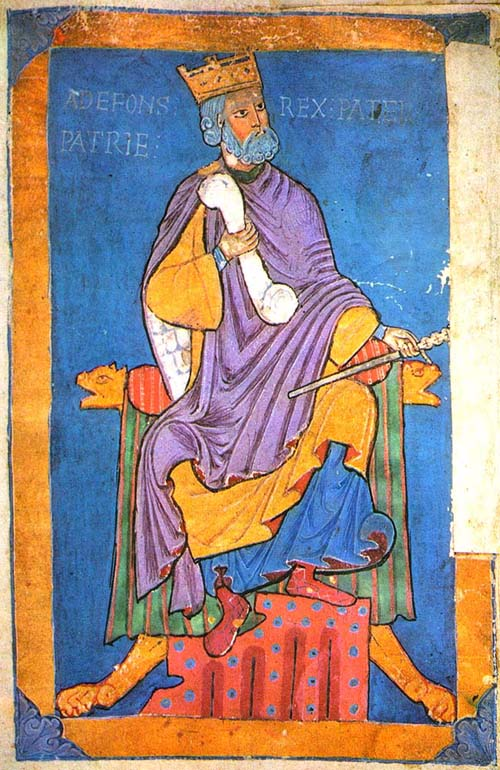
Alfonso VI di Castiglia-León in un dipinto del XII secolo

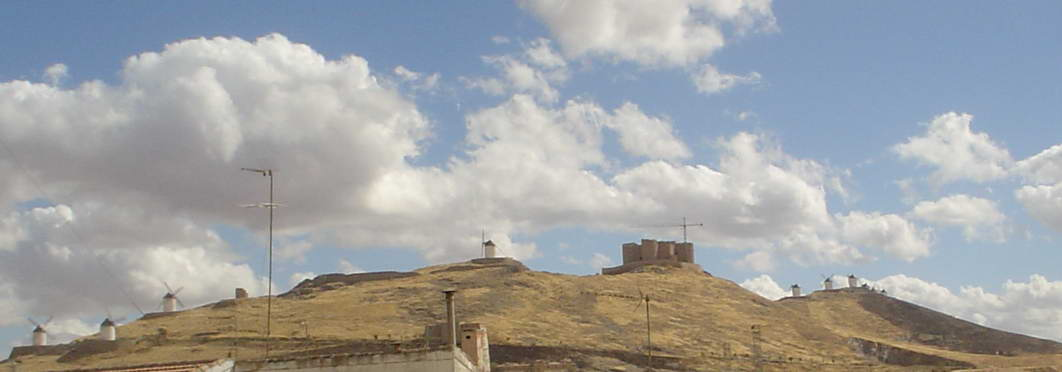
Castello di Consuegra coi mulini circostanti

Dopo l'assassinio di Sancho II, Alfonso VI, tornò in León, e, dato che il fratello non aveva lasciato eredi, fu riconosciuto anche re di Castiglia dai nobili castigliani, riunendo così nuovamente i due regni, che governò come Regno di León e Castiglia. Dopo aver aiutato, nel 1084, il re di Toledo, al-Qadir a conservare il suo trono, in cambio di alcune fortezze, nel 1085, Alfonso VI attaccò il Regno di Toledo, ne assediò la capitale che cadde e il 25 maggio fece il suo ingresso in città e si proclamò Imperatore delle due religioni.
I re di alcuni regni mori, soprattutto gli Emiri di Siviglia, Badajoz, Granada e Cordova, preoccupati dall'aggressività di Alfonso VI, decisero di chiedere l'aiuto degli Almoravidi che governavano il Marocco. Uno dei principi Almoravidi, Yusuf ibn Tasfin sbarcò in Spagna e sconfisse Alfonso VI nella battaglia di al-Zallaqa, del 1086, ma nonostante vari tentativi non riuscì a riconquistare Toledo. Nel 1097, le truppe leonesi-castigliane contrattaccarono gli Almoravidi nella zona di Toledo, ma nella battaglia del 15 agosto 1097, presso il castello di Consuegra, furono sconfitte dalle truppe di Yūsuf Ibn Tāshfīn, divenuto emiro di Cordoba e del Marocco. Negli ultimi anni del suo regno Alfonso cercò di impedire il consolidamento degli Almoravidi nella Spagna musulmana, ma senza successo. I regni del Sud della Spagna furono occupati, a uno a uno, dagli Almoravidi che guidati dal nuovo emiro Ali ibn Yusuf sconfissero nuovamente le truppe leonesi-castigliane, comandate da Álvar Fáñez, nel 1108, a Uclés, dove perse la vita l'erede al trono di León e Castiglia, Sancho, l'unico figlio maschio di Alfonso VI.

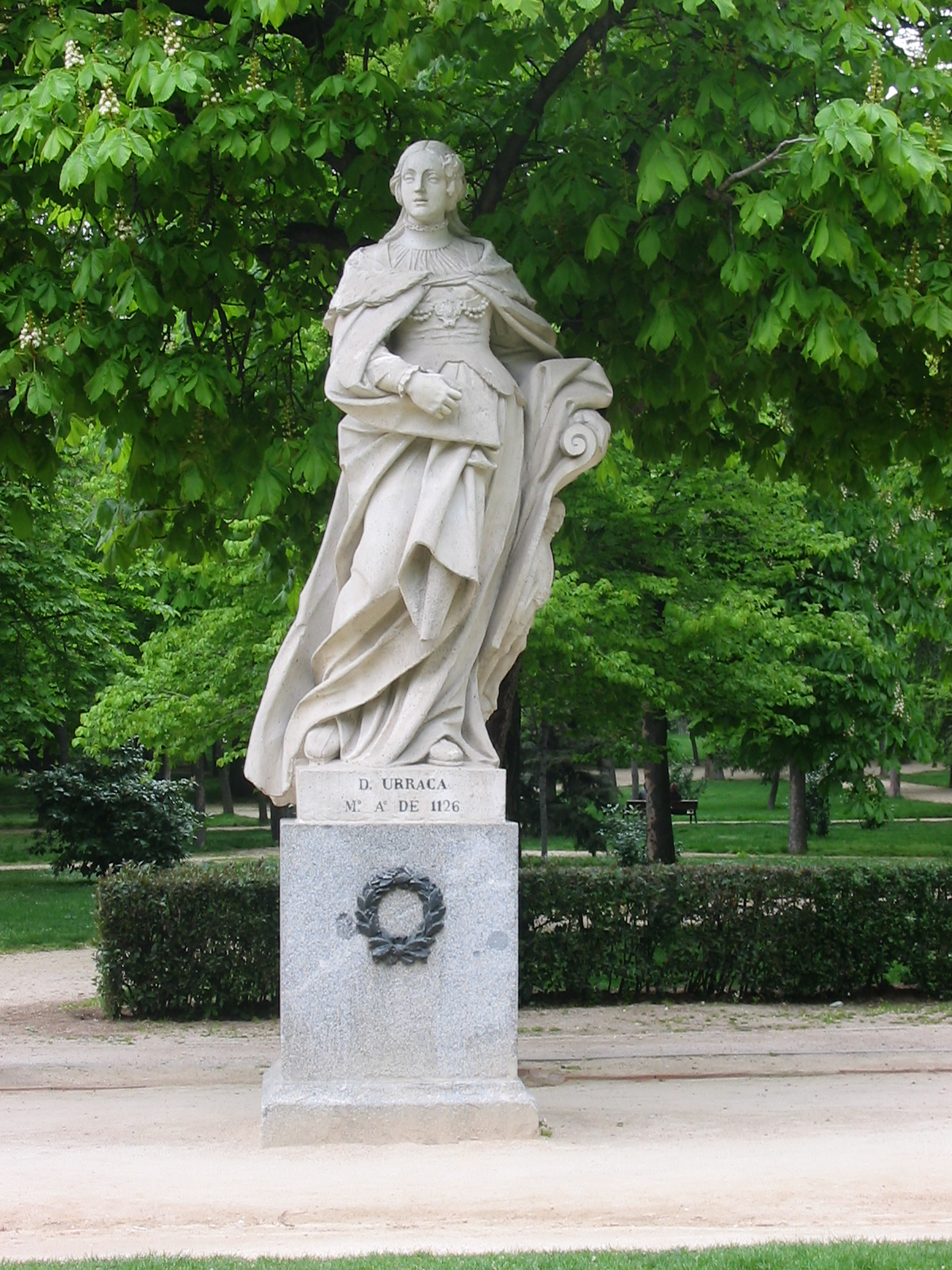
Statua della regina Urraca

Nel 1109, divenne regina Urraca, ma i nobili leonesi-castigliani che avrebbero preferito avere un re combattivo spinsero la regina a risposarsi, in seconde nozze, col re di Aragona e Navarra, Alfonso I il Battagliero. Furono proclamati entrambi re di León e di Castiglia, mentre il figlio di Urraca, il giovane erede Alfonso Raimúndez veniva incoronato re di Galizia, che praticamente veniva nuovamente staccata dal León.
Furono anni molto difficili perché scoppiò subito una guerra civile tra marito e moglie, e ben presto necessario lo scioglimento del matrimonio che venne concesso dal papa Pasquale II che dichiarò nullo il matrimonio per ragioni di parentela, lasciando la sola Urraca regina di León e Castiglia. Ma la separazione, avvenuta nel 1114, diede inizio a un periodo di profonda instabilità nel regno, in una situazione di confusa guerra civile tra i sostenitori della regina, di Alfonso I, di Alfonso Raimúndez di Galizia e la contessa del Portogallo Teresa, sorellastra di Urraca, con continui cambi di alleanza tra le varie fazioni e il succedersi di ribellioni, e la fase di instabilità perdurò fino alla morte della regina avvenuta nel 1126.

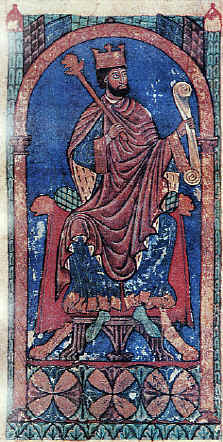
Miniatura del re Alfonso VII di Castiglia

Venne incoronato re di León e Castiglia il figlio di Urraca, il re di Galizia, Alfonso Raimúndez come Alfonso VII, che, fu subito in guerra con la zia, Teresa e poi col figlio di Teresa, il cugino, Alfonso Henríquez (nel 1128, era subentrato alla madre) che non riconobbero il Portogallo vassallo del Regno di León. Nel 1134, alla morte del patrigno, Alfonso I il Battagliero, re di Aragona e di Navarra, Alfonso VII rivendicò immediatamente i territori castigliani invadendo la Navarra e in seguito l'Aragona, occupandone la capitale Saragozza (che sarà abbandonata, nel 1140) e portando il confine della Castiglia al fiume Ebro.
Stabilita così la supremazia su tutti i regni cristiani assunse, nel 1135, il titolo di Imperatore. Nel 1139, Alfonso Henríquez iniziò a considerarsi re del Portogallo, e, dal 1140, l'Imperatore non annoverò più il Portogallo tra i possedimenti del Regno del León; e nel 1143, a Zamora, fu sancita la pace, e di fronte al legato del papa Innocenzo II, in cambio della signoria di Astorga, Alfonso VII riconobbe il cugino Alfonso I del Portogallo; contemporaneamente Alfonso VII riconobbe validità al contratto di matrimonio tra il conte di Barcellona Raimondo Berengario IV e Petronilla di Aragona, giovane regina d'Aragona, accettando così l'unione di tutte le contee catalane con l'Aragona, e di fatto un grande Regno d'Aragona.
Dopo il 1140, l'impero degli Almoravidi, sotto l'emiro ʿAlī b. Yūsuf, si cominciò a sgretolare e sotto il suo successore, Tāshfīn ibn ʿAlī (1143-1145) finì di essere travolto da un'anarchia che portò in al-Andalus un secondo periodo dei regni di Taifa; per cui Alfonso VII ne approfittò facendo diverse conquiste, tra cui il forte di Rueda, Cordova (1144), la fortezza di Aurelia, presso l'attuale Colmenar de Oreja, Coria e, nel 1147, Almería. Nel 1151, firmò il Trattato di Tudilén, con Raimondo Berengario IV, che, oltre che a essere in chiave anti navarrese, riservava al León e alla Castiglia la conquista delle terre musulmane a sud della Murcia. Alla sua morte il regno fu nuovamente diviso i due: Sancho (1134-1158), gli successe nel Regno di Castiglia, mentre Ferdinando (1137-1188) gli succedette nel Regno di León.

## Rivalità col Regno di León

Mappa della penisola iberica alla morte di Afonso VII, con la zona occupata dagli Almohadi e i regni di Portogallo (P), León (L), Castiglia (C), Navarra (N) e Aragona (A)

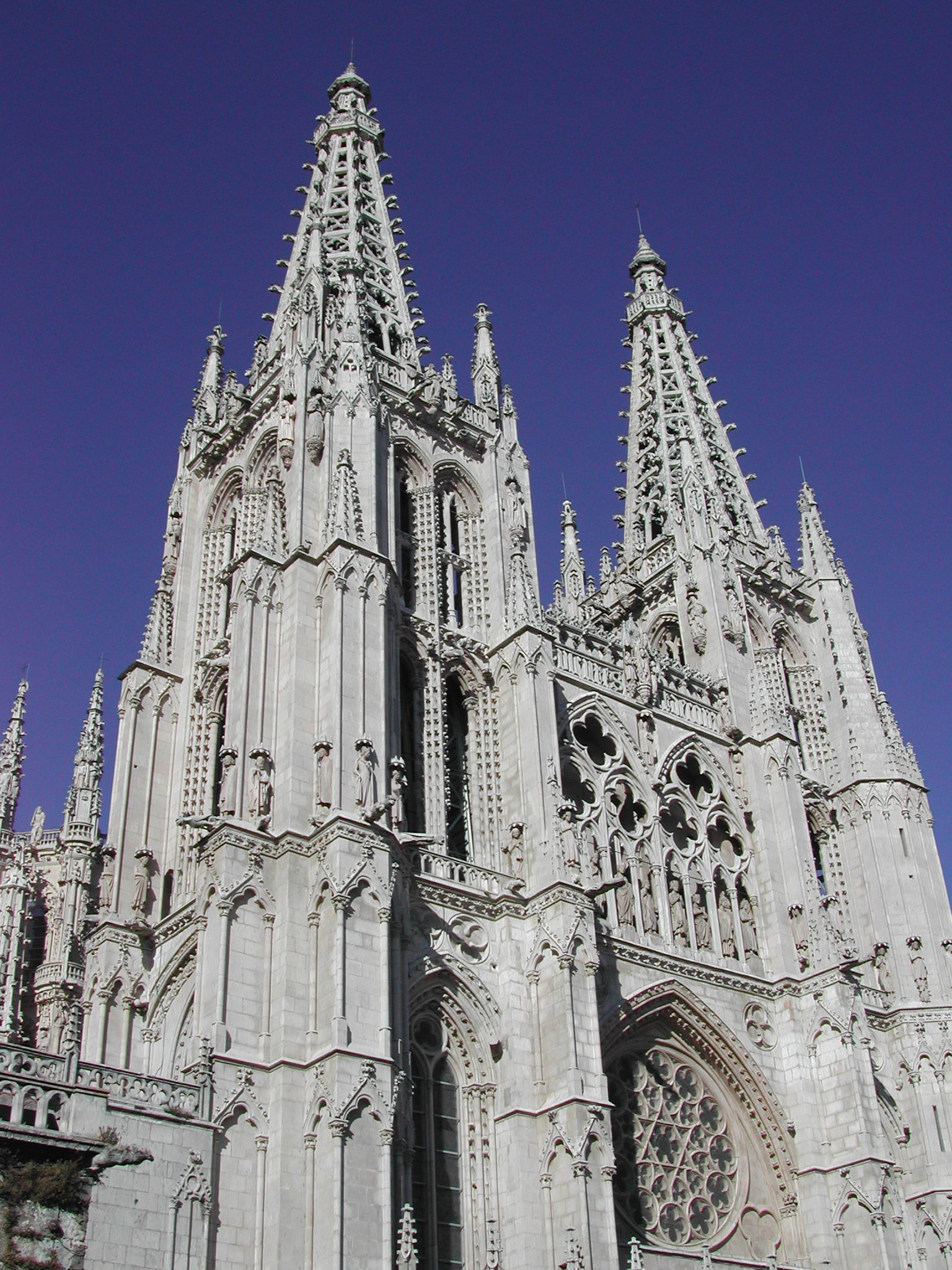
Cattedrale di Burgos (capitale del Regno)

Sancho III passò quasi tutto il suo primo anno di regno a combattere contro suo fratello Ferdinando II, poi i fratelli si riunirono a Sahagún nel 1158 e risolsero pacificamente le controversie territoriali, accordandosi sui dettagli della spartizione del regno paterno. Restituì la città di Saragozza e le altre piazzeforti occupate nel territorio aragonese a Raimondo Berengario IV, conte di Barcellona e principe d'Aragona, e questi in cambio si dichiarò suo vassallo, mentre combatté contro Sancho VI di Navarra. Istituì l'Ordine di Calatrava, col mandato di difendere la città di frontiera di Calatrava.
Nel 1158, alla sua morte prematura, gli succedette il figlioletto di tre anni, Alfonso VIII e lo zio, Ferdinando cercò inutilmente di essere nominato tutore del nipote. Sul giovanissimo re si scatenarono le brame dei monarchi cristiani confinanti con la Castiglia e dei nobili castigliani aspiranti alla carica di tutore. I nobili di Castiglia e molti avventurieri e mercenari si raccolsero attorno alle due grandi famiglie rivali: la famiglia Lara e la famiglia Castro. Il re del León, Ferdinando II si impadronì di molte città e fortezze castigliane, mentre il re di Navarra, Sancho VI invase il distretto della Rioja. Era praticamente prigioniero della famiglia Lara, nella città di Soria, quando, nel 1166, un gruppo di nobili lealisti lo liberò e, a Toledo, fu incoronato re a soli undici anni.
Riuscì quindi a sottomettere i nobili ribelli. Raggiunta la maggior età, dopo aver stretto un'alleanza con il re d'Aragona, Alfonso II, dopo il 1170, iniziò un periodo di espansione del Regno di Castiglia, con l'annessione, nel 1177, di Cuenca, tolta ai Mori e, in seguito, della regione di Rioja, tolta al re di Navarra. Nel 1179 a Cazorla, venne siglato un trattato tra Alfonso VIII e il re d'Aragona, Alfonso II, in cui non solo si stabilivano gli attuali confini tra i due regni, ma venivano anche definiti i territori che sarebbero loro toccati in un'eventuale riconquista del territorio in possesso dei Mori. Nel 1180, si riappacificò anche con lo zio, il re del León, Ferdinando II. La reconquista venne però bloccata dalla sconfitta nella battaglia di Alarcos (18 luglio 1196), in cui il nuovo re di León, Alfonso IX non partecipò e in cui il re di Navarra, Sancho VII, arrivando in ritardo, non poté dare il suo apporto.
Si aprì nuovamente un periodo di conflitti con il León, con cui però ritrovò la pace per merito dell'intervento del re d'Aragona, Pietro II, suggellato dal matrimonio, nel 1197, di sua figlia Berengaria (1180-1246), con il re del León, Alfonso IX. Allora Alfonso VIII attaccò la Navarra e, oltre a portare a termine la riconquista della Rioja, approfittò del fatto che Sancho VII di Navarra stava combattendo in Murcia, Andalusia e Nordafrica, alleato degli Almohadi, per togliere, nel 1200, alla Navarra Álava, Gipuzkoa, conquiste poi confermate dal trattato di Guadalajara (1207). Inoltre nello stesso periodo furono colonizzate da castigliani, molte città della costa cantabrica come Castro-Urdiales, San Vicente de la Barquera, Santander, Laredo, San Sebastián, Fuenterrabia, ecc. 

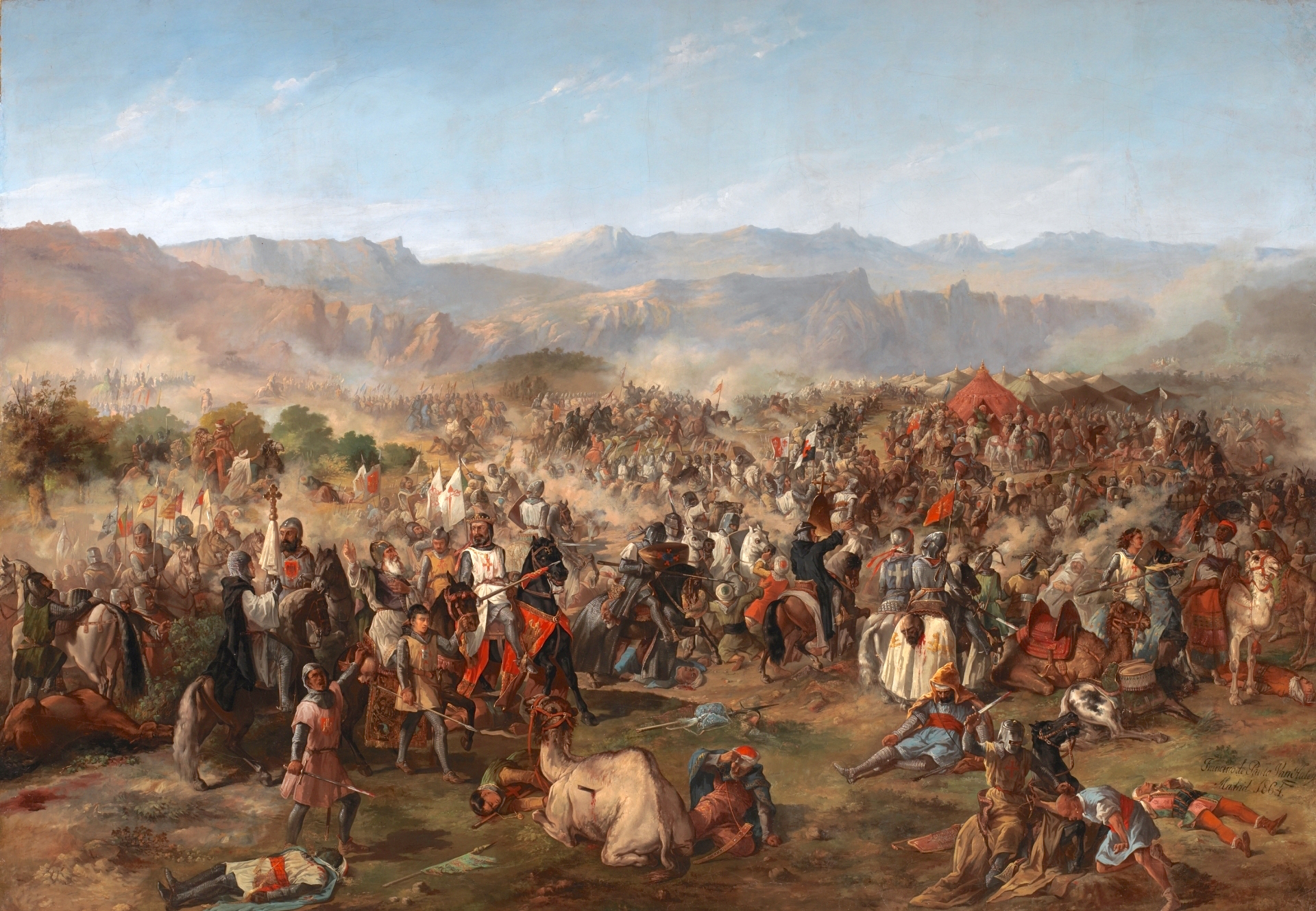
Battaglia di Las Navas de Tolosa. Pittura a olio di F. P. Van Halen (XIX secolo), esposta nel Palazzo del Senato di Madrid

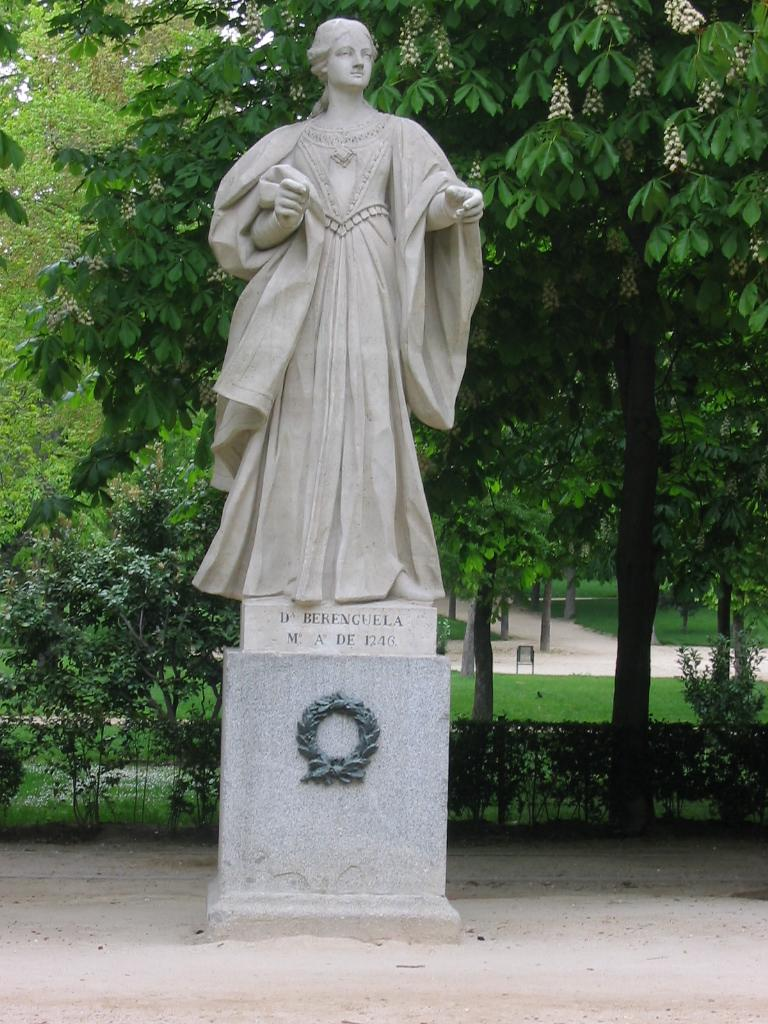
Statua di Berenguela di Castiglia

Finalmente Alfonso VIII, dopo che il papa Innocenzo III aveva ordinato di predicare una crociata, riuscì a preparare un esercito congiunto con gli altri sovrani cristiani della penisola iberica (escluso il re del León, Alfonso IX), i re di Navarra, Sancho VII, Aragona, Pietro II, e Portogallo, Alfonso II il Grasso che inflissero agli Almohadi, guidati dal califfo in persona, nella storica battaglia di Las Navas de Tolosa (16 luglio 1212) una decisiva sconfitta, a partire dalla quale ebbe inizio l'irreversibile declino dei regno Almohade nella penisola iberica. Alfonso VIII morì nel 1214, lasciando il regno al figlio, Enrico (1204-1217), minorenne aprendo un periodo turbolento di scontri per ottenere la reggenza tra la sorella maggiore di Enrico, Berenguela (ex regina consorte del Regno di León) e Álvaro Núñez de Lara, della potente famiglia dei Lara, che ebbe il sopravvento e governò in quegli anni come un vero re, sostenuto dai cavalieri dell'Ordine di San Giacomo.
Nel 1217, alla morte di Enrico, la successione toccò alla sorella Berenguela, che rinunciò quasi immediatamente al trono in favore del proprio figlio Ferdinando (1199-1252, che era anche figlio del re del León Alfonso IX), che divenne così il nuovo re di Castiglia come Ferdinando III, segnando così il ridimensionamento del potere dei Lara e propiziando così la futura unione definitiva dei regni di Castiglia e di León. Alfonso IX, che ambiva a governare la Castiglia dichiarò guerra al figlio e non essendo riuscito a conquistare la Castiglia, fu costretto a patteggiare una tregua con l'ex moglie Berenguela, dove si impegnò a non portare più guerra alla Castiglia e nel contempo diseredò il figlio Ferdinando della corona del León.

Armi unite della Castiglia e del León, usata per la prima volta da Ferdinando III

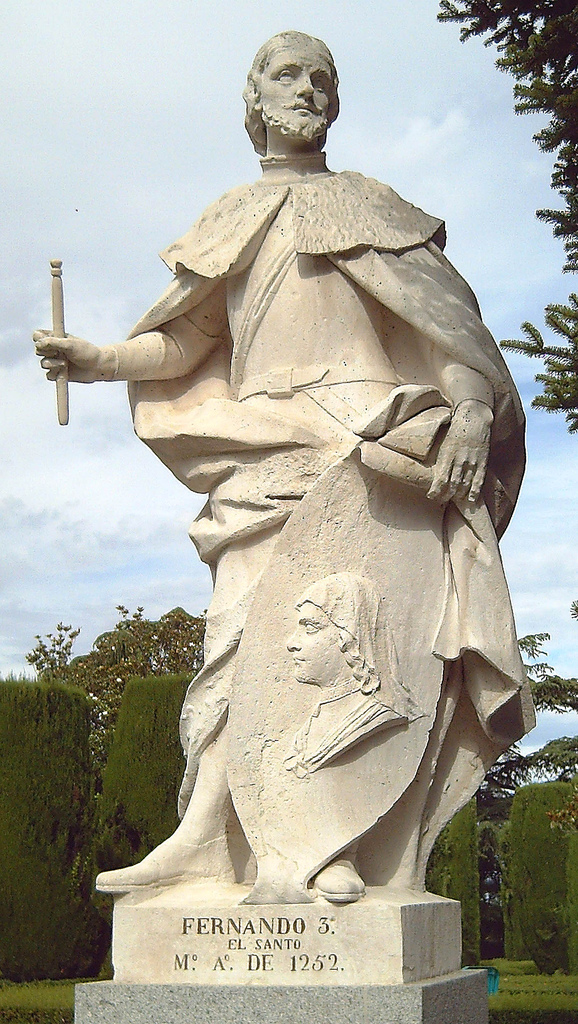
Statua di Ferdinando III (1753), di G. D. Olivieri, Giardini di Sabatini, Madrid

Alfonso IX morì nel 1230 e lasciò il Regno di León alle figlie di primo letto (figlie di Teresa del Portogallo, figlia del re del Portogallo, Sancho I), Sancha e Dolce, che salirono al trono insieme con l'appoggio della nobiltà, mentre il clero e l'aristocrazia erano contrari, avrebbero preferito che i regni di León e di Castiglia fossero riunificati sotto il re Ferdinando III. L'accordo fu raggiunto dalle due ex mogli di Alfonso IX, Berenguela e Teresa, che a nome dei rispettivi figli, firmarono il Tratado de las Tercerías, dove dietro un cospicuo indennizzo la due regine abdicarono a favore del fratellastro, Ferdinando III il Santo, che poté finalmente riunire sotto un'unica corona i regni di León e di Castiglia. Così i due regni di Castiglia e di León furono unificati per la terza e ultima volta e la capitale fu fissata a Burgos.